# Station zootechnique de Port-Laguerre
La station zootechnique de Port-Laguerre est un organisme situé à Païta, en Nouvelle-Calédonie pour le service de l'élevage de l'époque. 
On y étudia comment améliorer les bovins destinés à la viande. Un calédonien et un paysan français en sont principaux fondateurs. Les premiers pâturages améliorés et inséminations artificielles furent faits là-bas. Les premiers parcs à bestiaux et vaches charolaises furent importés là-bas. C'est un des principaux fondateurs de l'élevage calédonien, il est maintenant dirigé par la Province Sud.

## Améliorations pour l'élevage néo-calédonien
Jusqu'à la création de la station, il n'y avait pas encore de pâturages améliorés, selon un magazine d'élevage calédonien[réf. nécessaire].
Les premiers parcs à bestiaux furent importés à Port-Laguerre depuis l'Australie.

## Races
Les premières charolaises, prisées pour leur viande mais peu résistantes aux tiques y furent importées.